# Áreas metropolitanas del Perú
Las Áreas metropolitanas del Perú se han formado a partir del crecimiento urbano de las ciudades más pobladas del país y están compuestas por la integración de dos o más municipios.
Según el Reglamento de la Ley de Demarcación y Organización Territorial del Perú, aprobado por Decreto Supremo N.º 019-2003-PCM, para que una ciudad tenga el rango de metrópoli, se requiere que su población sea superior a los 500 000 habitantes, además, debe contar con Plan de Acondicionamiento y Plan de Desarrollo Metropolitano.

## Áreas metropolitanas por población
El siguiente cuadro corresponde a la relación de las diez áreas metropolitanas peruanas, según su población; conforme a los resultados del Censo 2017. Aparte de Lima, dos están en la selva: Iquitos y Pucallpa; tres están en la sierra: Arequipa, Huancayo y Cusco; y cuatro están en la costa norte: Piura, Chiclayo, Trujillo y Chimbote.
Nótese que la población de Lima Metropolitana incluye a la del Callao, ajustándose a la definición internacional del concepto de «área metropolitana» y no al uso local de «Lima Metropolitana» ya que la Municipalidad Metropolitana de Lima, pese a su nombre, hace referencia únicamente a los 43 distritos de la Provincia de Lima y no incluye a los 7 distritos que conforman la Provincia constitucional del Callao.
| N.º | Área Metropolitana     | Ciudad   | Departamento  | Distritos | Extensión (Km2) | Población 2017 | Población 2020 |
| --- | ---------------------- | -------- | ------------- | --------- | --------------- | -------------- | -------------- |
| 1   | Lima Metropolitana     | Lima     | Lima y Callao | 50        | 2 988           | 9 569 468      | 10 804 609     |
| 2   | Arequipa Metropolitana | Arequipa | Arequipa      | 19        | 2 300           | 1 030 483      | 1 175 765      |
| 3   | Trujillo Metropolitano | Trujillo | La Libertad   | 10        | 1 238           | 962 369        | 1 121 730      |
| 4   | Chiclayo Metropolitano | Chiclayo | Lambayeque    | 12        | 833             | 749 700        | 812 548        |
| 5   | Piura Metropolitana    | Piura    | Piura         | 04        |                 | 560 345        | 630 244        |
| 6   | Huancayo Metropolitano | Huancayo | Junín         | 28        |                 | 501 384        | 598 134        |
| 7   | Iquitos Metropolitano  | Iquitos  | Loreto        | 5         |                 | 467 493        | 576 928        |
| 8   | Cusco Metropolitano    | Cusco    | Cusco         | 7         |                 | 427 218        | 487 943        |
| 9   | Chimbote Metropolitano | Chimbote | Áncash        | 3         |                 | 425 367        | 437 208        |
| 10  | Pucallpa Metropolitana | Pucallpa | Ucayali       | 3         |                 | 341 465        | 398 082        |

## Áreas metropolitanas por ciudad

### Área metropolitana de Lima-Callao
Tiene como centro urbano central a la ciudad de Lima; se encuentra ubicada en la costa central del país. Está conformada por cincuenta distritos, donde cuarenta y tres distritos corresponden a la Provincia de Lima y otros siete distritos a la Provincia Constitucional del Callao, es el área metropolitana más extensa y poblada del Perú, la 4º más poblada de América del Sur y una de las mayores de Latinoamérica.

### Arequipa Metropolitana
Tiene como centro urbano central a la ciudad de Arequipa; se encuentra ubicada en el sur del país y está conformada por diecinueve distritos que conforman la Provincia de Arequipa; que son: Arequipa, Alto Selva Alegre, Cayma, Cerro Colorado, Characato, Jacobo Hunter, José Luis Bustamante y Rivero, Mariano Melgar, Miraflores, Mollebaya, Paucarpata, Quequeña, Sabandía, Sachaca, Socabaya, Tiabaya, Uchumayo, Yanahuara, Yarabamba y Yura.

### Trujillo Metropolitano
Tiene como núcleo central a la ciudad de Trujillo, se ubica en la costa norte del país y está conformada por diez distritos que forman la provincia de Trujillo; que son: Trujillo, Alto Trujillo, La Esperanza, El Porvenir, Víctor Larco Herrera, Florencia de Mora, Huanchaco, Moche, Laredo y Salaverry. Fue reconocida oficialmente, mediante la Ordenanza Municipal N.º05-95-MPT, que aprobó el "Plan de Desarrollo Metropolitano de Trujillo al año 2010", promulgada el 30 de noviembre de 1995.

### Chiclayo Metropolitano
Tiene como núcleo central a la ciudad de Chiclayo, se ubica al igual que Trujillo y Chimbote en la costa norte del país y está conformada por ocho distritos que forman la aglomeración urbana de Chiclayo; que son: José Leonardo Ortiz, Monsefú, Pimentel, Chiclayo, La Victoria, Reque, Eten y Pomalca.

### Piura Metropolitana
Tiene como núcleo central a la ciudad de Piura, se ubica en la zona norte del país y está conformada por cuatro distritos pertenecientes a la provincia de Piura; que son: Catacaos, Castilla, Veintiséis de Octubre y Piura.

### Huancayo Metropolitano
Tiene como centro urbano central a la ciudad de Huancayo. Se ubica en la sierra central y comenzó con los distritos de: Huancayo, Chilca y El Tambo. Ahora forman parte del área metropolitana por el noreste el distrito de San Agustín de Cajas, por el noroeste los distritos de Sicaya y Pilcomayo, por el sur los distritos de Huancan, Sapallanga y Huayucachi.

### Iquitos Metropolitano
Tiene como núcleo central a la ciudad de Iquitos, se ubica en la selva del país, en la región amazónica y está conformada por las áreas urbanas de los distritos de Iquitos, Punchana, San Juan Bautista y Belén pertenecientes a la Provincia de Maynas.

### Cusco Metropolitano
Tiene como núcleo central a la ciudad de Cusco, se ubica al igual que Arequipa en el sur del país y está conformada por las áreas urbanas de los distritos de Cusco, Santiago, Wánchaq, San Sebastián y San Jerónimo.

### Chimbote Metropolitano
Tiene como núcleo central a la ciudad de Chimbote y está formada por las áreas urbanas de los distritos de Chimbote, Nuevo Chimbote, Santa, Coishco, San Luis, Nepeña, Moro, San Jacinto y Samanco

### Pucallpa Metropolitana
Tiene como núcleo central a la ciudad de Pucallpa. La ciudad se fundó en el extremo occidental del enorme distrito de Callería y fue expandiéndose hacia el oeste hasta que en la década de 1980 se conurbó con el distrito de Yarinacocha. En 2006 se separó el barrio pucallpino de San Fernando y el extremo sur del distrito de Callería para crear el distrito de Manantay.